# Themba Tainton
Themba Fredrik Hobbard Tainton, född 6 februari 1970 i Brännkyrka församling, Stockholms län, är en svensk skådespelare, son till Graham Tainton i hans äktenskap med Kristina Palmgren. Han är halvbror till Blossom Tainton Lindquist och bror till Kelly Tainton och David Tainton.

## Filmografi
- 1988 – Ingen kan älska som vi
- 2004 – Kärlekens språk

## Teater

### Roller (ej komplett)
| År   | Roll | Produktion                        | Regi           | Teater   |
| ---- | ---- | --------------------------------- | -------------- | -------- |
| 1994 | Vakt | Goldbergvariationer George Tabori | Ingmar Bergman | Dramaten |